# Jevgenyij Vlagyimirovics Kuznyecov
Jevgenyij Vlagyimirovics Kuznyecov (oroszul: Евгений Владимирович Кузнецов; Sztavropol, 1990. április 12. –) Európa-bajnok orosz műugró.

## Élete
A 2008-as minszki ifjúsági műugró-Európa-bajnokságon a második helyen végzett 3 méteren, majd az aacheni ifjúsági műugró-világbajnokságon – szintén 3 méteren – aranyérmes lett, míg 1 méteren a dobogó második fokára állhatott. 2010-ben – a margitszigeti Európa-bajnokságon – a harmadik helyen végzett a férfi műugrók 3 méteres versenyszámában.
Az Eindhovenben zajló úszó-Európa-bajnokságon, a férfiak 3 méteres szinkronversenyében – Ilja Zaharovval alkotva párost – arany-, míg 1 méteren ezüstérmet szerzett, ugyanakkor 3 méteren a negyedik helyen végzett. A 2012-es londoni olimpián a 3 méteres szinkronugrás fináléjában, szintén Zaharovval párban a második helyen végzett, míg 3 méteren a 14. helyen zárt.
A 2013-as mű- és toronyugró-Európa-bajnokságon a 3 méter párosában – Ilja Zaharovval alkotva duót – aranyérmet szerzett, míg 3 méter egyéniben az ezüstérmet szerezte meg. Mint a sztavropoli Állami Agrártudományi Egyetem hallgatója tagja volt a 27. nyári universiadén versenyző orosz egyetemi csapatnak, ahol szintén Zaharovval indult párban, és ahol első helyen végzett a szinkronugrás 3 méteres számában, valamint a 3 méteres műugrás egyénijében. Ugyanitt csapatban a második helyen zárt.
2014-ben, a sanghaji műugró-világkupán a 3 méteres műugrás versenyszámában a 13. helyet sikerült megszereznie, míg a 3 méteres szinkronugrásban – társával, Zaharovval – begyűjtötte a bronzérmet. A 2014-es úszó-Európa-bajnokság 3 méteres szinkronugrás döntőjében – ugyancsak Zaharovval – az első helyen végzett, míg 1 méteren – kevesebb, mint hét ponttal a német Patrick Hausding mögött – második lett. 3 méteren már csak a negyedik helyet sikerült megszereznie.
A 2015-ös rostocki mű- és toronyugró-Európa-bajnokságon – Zaharovval párban – megnyerte a 3 méteres szinkronugrást, míg 3 méteren – a francia Matthieu Rosset mögött – a másodikként állhatott fel a dobogóra. Ugyanitt 1 méteren viszont csak a 6. helyen zárt. A kazanyi úszó-vb-n a 3 méteres szinkronugrás döntőjében – a kínaiak mögött, Zaharovval közösen – ezüstérmet szerzett, 3 méteren pedig az 5. helyen zárt.
A 2016-os riói kvalifikációs világkupán 3 méteren a 7., míg szinkronban, Ilja Zaharovval a 11. helyet sikerült megszereznie. A Londonban rendezett úszó-Európa-bajnokságon 3 méteren és a 3 méteres szinkronugrás versenyszámában állt rajthoz, s végül mindkét szám fináléjában a dobogóra.
A 2016-os riói olimpián javított a négy évvel korábbi eredményén, és az egyéni 3 méteres versenyszámában a negyedik helyen zárt.
27 éves, amikor 2017 júliusában a budapesti úszó vb-n a műugrás férfi szinkron 3 méteres versenyszámában aranyérmes lett, megszerezve ezzel – négy ezüst- és egy bronzérem után – első felnőtt világbajnoki címét. Augusztusban pedig, mint a Szmolenszki Állami Testnevelési Egyetem hallgatója részt vett a tajpeji universiadén, ahonnan három érmet is hazavihetett magával: aranyérmet a 3 méteres szinkronugrás fináléját követően, egy ezüstöt 3 méterről és egy bronzot 1 méterről.
A 2018-as Európa-bajnokságon a férfi szinkronműugrás döntőjében – Ilja Zaharovval párosban – szoros küzdelemben védte meg az előző évben, Kijevben megszerzett Eb-címét. A vegyes párosok mezőnyében – az ukránok és németek mögött – bronzérmes lett Julija Tyimosinyinával, és ugyancsak bronzérmes lett a férfiak 3 méteres számában is.

## Eredmények
| Sportesemény                 | Versenyszámok | Versenyszámok | Versenyszámok | Versenyszámok | Versenyszámok |
| Sportesemény                 | 1 m           | 3 m           | 3 m szinkron  | 10 m torony   | 10 m szinkron |
| ---------------------------- | ------------- | ------------- | ------------- | ------------- | ------------- |
| 2006-os ifjúsági verseny     |               | 4.            | –             | –             | –             |
|                              |               |               |               |               |               |
| 2008-as ifjúsági műugró-Eb   | 6.            |               | –             | –             | –             |
| 2008-as ifjúsági verseny     |               |               |               | –             | –             |
| 2008-as ifjúsági műugró vb   |               |               | –             | –             | –             |
|                              |               |               |               |               |               |
| 2009-es moszkvai Gran Prix   | –             | –             |               | –             | –             |
| 2009-es mű- és toronyugró-Eb | 7.            | –             | –             | –             | –             |
| 2009-es montreali Gran Prix  | –             | 5.            |               | –             | –             |
| 2009-es úszó-vb              | 22.           | 34.           | –             | –             | –             |
|                              |               |               |               |               |               |
| 2010-es rostocki Gran Prix   | –             |               | 4.            | –             | –             |
| 2010-es moszkvai Gran Prix   | –             | 24.           | 7.            | –             | –             |
| 2010-es montreali Gran Prix  | –             | 5.            |               | –             | –             |
| 2010-es bolzanoi Gran Prix   |               | –             | –             | –             | –             |
| 2010-es világkupa            | –             |               | –             | –             | –             |
| 2010-es úszó-Eb              | 4.            |               | –             | –             | –             |
|                              |               |               |               |               |               |
| 2011-es madridi Grand Prix   | –             | 5.            |               | –             | –             |
| 2011-es mű- és toronyugró-Eb |               |               |               | –             | –             |
| 2011-es penzai Grand Prix    | –             | 4.            |               | –             | –             |
| 2011-es rostocki Grand Prix  | –             |               | 5.            | –             | –             |
| 2011-es úszó-vb              | 7.            |               |               | –             | –             |
|                              |               |               |               |               |               |
| 2012-es műugró-világkupa     | –             | 20.           |               | –             | –             |
| 2012-es úszó-Eb              |               | 4.            |               | –             | –             |
| 2012-es nyári olimpia        | –             | 14.           |               | –             | –             |
|                              |               |               |               |               |               |
| 2013-as mű- és toronyugró-Eb | –             |               |               | –             | –             |
| 2013. évi nyári universiade  | –             |               |               | –             | –             |
| 2013-as úszó-vb              | –             | –             |               | –             | –             |
|                              |               |               |               |               |               |
| 2014-es műugró-világkupa     | –             | 13.           |               | –             | –             |
| 2014-es úszó-Eb              |               | 4.            |               | –             | –             |
|                              |               |               |               |               |               |
| 2015-ös rostocki Grand Prix  | –             | 8.            |               | –             | –             |
| 2015-ös mű- és toronyugró-Eb | 6.            |               |               | –             | –             |
| 2015-ös úszó-vb              | –             | 5.            |               | –             | –             |
|                              |               |               |               |               |               |
| 2016-os műugró-világkupa     | –             | 7.            | 11.           | –             | –             |
| 2016-os úszó-Eb              | –             |               |               | –             | –             |
| 2016-os nyári olimpia        | –             | 4.            | –             | –             | –             |
|                              |               |               |               |               |               |
| 2017-es úszó-vb              | –             | –             |               | –             | –             |
| 2017. évi nyári universiade  |               |               |               | –             | –             |
|                              |               |               |               |               |               |
| 2018-as úszó-Eb              | –             |               |               | –             | –             |

Csapatversenyeken
| Sportesemény                                     | Partnere                                                                                         | Eredmény |
| ------------------------------------------------ | ------------------------------------------------------------------------------------------------ | -------- |
| 2013-as mű- és toronyugró-Eb, Rostock            | Julija Koltyunova                                                                                |          |
| 2013. évi nyári universiade, Kazany              | Artyom Cseszakov Jurij Kunakov Viktor Minyibajev Szergej Nazin Jevgenyij Novoszelov Ilja Zaharov |          |
| 2018-as úszó-Európa-bajnokság, Glasgow/Edinburgh | Nagyezsda Bazsina                                                                                |          |

## Díjai, elismerései
- Az év európai műugrója választás: harmadik helyezett (LEN) (2015)[51]